# Gastranurida hibernica
Gastranurida hibernica is een springstaartensoort uit de familie van de Neanuridae. De wetenschappelijke naam van de soort is voor het eerst geldig gepubliceerd in 1941 door Bagnall.